# Política regional
La política regional és la política feta per a provocar el creixement i desenvolupament econòmic de les regions. L'instrument bàsic per a aquestes és la inversió pública.
Aquestes polítiques es troben amb el problema del sacrificis d'afavorir unes respecte altres.
Tots els models de desenvolupament regional coincideixen que la inversió pública en infraestructures és un dels instruments de la política regional més eficaços. Però cada model de desenvolupament regional defensa la seua aplicació d'una manera distinta.
Xavier Sala i Martín defensa un criteri en vista de creixement econòmic i eficiència econòmica pel qual "s'ha d'invertir en aquelles regions on la relació entre stocks de capital públic i capital privat siga més baixa".